# Ignasi Girona i de Vilanova
Ignasi Girona i de Vilanova (Barcelona, 26 de febrer de 1857 - Barcelona, 28 de febrer de 1923) fou un enginyer agrònom i polític català, fill d'Ignasi Girona i Agrafel.

## Biografia
Estudià agronomia a París. Impulsor de la industrialització del camp català i propietari de la finca i dels cellers Castell del Remei. Fou president de l'Institut Agrícola Català de Sant Isidre el 1902-1906, alhora que militava a la Lliga Regionalista, partit amb el qual fou elegit diputat pel districte de Barcelona a les eleccions generals espanyoles de 1905 i pel de Granollers a les de 1907, aquestes dins les llistes de la Solidaritat Catalana. El 1909 fou escollit senador per la província de Tarragona.
De 1915 a 1923 fou novament president de l'Institut Agrícola Català de Sant Isidre de 1915 a 1923, etapa en què projectà la creació d'un banc agrari català i una xarxa de ferrocarrils secundaris a Catalunya.

## Família
Ignasi Girona era fill d'Ignasi Girona i Agrafel i net d'Ignasi Girona i Targa. Alhora, era nebot de Manuel Girona, de Joan Girona, de Jaume Girona i de Casimir Girona. Fou també cosí de Manuel Henrich i Girona i oncle valencià de Carles Sanllehy i Girona, II marquès de Caldes de Montbui, i de Mercè Anzizu i Vila.
Era gendre de Josep Ferrer i Vidal i de Concepció Soler i Serra i cunyat de Joan Ferrer-Vidal, de Lluís Ferrer-Vidal i de Josep Ferrer-Vidal, I marquès de Ferrer-Vidal. També era concunyat de Josep Maria Pallejà i de Bassa, III marquès de Montsolís.